# Los Reyes Acozac
Los Reyes Acozac – miasto w Meksyku, w stanie Meksyk.